# Mike Dunlap
Mike Dunlap, né le 27 mai 1957 à Fairbanks, en Alaska, est un entraîneur américain de basket-ball.

## Carrière
Le 23 avril 2013, les Bobcats de Charlotte vu la saison catastrophique et la non qualifications pour les playoffs pour la troisième année consécutive licencient Mike Dunlap, recruté un an auparavant.